# Huffpost

Logo

Logo bis April 2017

Huffpost (Eigenschreibweise HuffPost, bis 2017 The Huffington Post, auch HuffPo) ist eine US-amerikanische Onlinezeitung mit verschiedensprachigen Regionalausgaben. Sie wurde von Arianna Huffington, Kenneth Lerer, Andrew Breitbart und Jonah Peretti gegründet und ging am 9. Mai 2005 als Nachrichten- und Nachrichtenkommentarplattform online. Laut Encyclopædia Britannica wurde sie als liberale Alternative zum Drudge Report, einer konservativen Nachrichten- und Kommentarwebsite von Matt Drudge, gegründet.
Im Februar 2011 wurde die Huffington Post von AOL übernommen. AOL wurde im September 2017 mit Yahoo zu Oath fusioniert, das im Januar 2019 in Verizon Media umbenannt wurde. Im November 2020 wurde die Huffpost an BuzzFeed verkauft.
2012 erhielt die Huffington Post als erste Onlinezeitung einen Pulitzer-Preis. Die am 10. Oktober 2013 zusammen mit Hubert Burda Media gestartete deutsche Ausgabe wurde zum 31. März 2019 eingestellt.

## Publikationsmodell
Die Huffpost vereint verschiedene Autorenmodelle, unter anderem eigene Artikel, externe Links zu Nachrichtenquellen und -kolumnisten sowie Inhalte von freien Journalisten und Bloggern. Ein schwankender Anteil der Beiträge wird von unbezahlten, freiwilligen Autoren verfasst. Teilweise wird dabei Inhalt dritter Anbieter neu aufgearbeitet und verlinkt. Daneben stehen hauseigene Kolumnen von Huffington selbst und einem Kernteam von Mitarbeitern. Zudem publiziert die Huffpost Beiträge von Prominenten aus dem Bereich Politik, Journalismus, Wirtschaft und Unterhaltung (u. a. Norman Mailer, John Cusack, Bill Maher).

## Geschichte

### Entwicklung ab 2008
Ab 2008 begann Huffington auf der Basis des wirtschaftlichen Erfolgs ihr Unternehmen umzustrukturieren. Sie engagierte namhafte Journalisten von etablierten Medien und baute eine Redaktion auf, die eigenständigen Journalismus betreibt. Im Februar 2011 verkaufte Huffington ihr Unternehmen für 315 Millionen US-Dollar als Ganzes an AOL. In der Folge wurden sämtliche journalistischen Bereiche beider Unternehmen unter dem Dach AOL Huffington Post Media Group und der Leitung Huffingtons zusammengeführt.
Seit 2011 expandiert die Huffpost weltweit, zumeist mit Kooperation mit nationalen Medienhäusern. So startete im Mai 2011 eine kanadische Huffpost, welche, je nach regionalem Fokus, in englischer und französischer Sprache (Le Huffington Post Québec) erscheint. Es folgten Länderversionen für Großbritannien im Juli 2011, Frankreich im Oktober 2011 (mit dem Partner Le Monde), Spanien im Juni 2012 (mit dem Partner El País) und Italien im September 2012 (mit dem Partner Gruppo Espresso). Ab April 2013 gab es eine deutsche (siehe unten), und seit Mai 2013 auch eine japanische Version zusammen mit dem Partner Asahi Shimbun, im Juni 2013 folgte die französischsprachige Ausgabe Al Huffington Post für die Staaten im nordafrikanischen Maghreb. Im Januar 2014 kam die portugiesische Ausgabe Brasil Post mit dem Partner Grupo Abril und im Februar die koreanische Huffington Post mit dem Partner Hankyoreh heraus.
Im August 2016 kündigte Huffington ihren Rücktritt als Chefredakteurin an.
Sie wird seit 6. Dezember 2016 durch Lydia Polgreen ersetzt, die von der New York Times kam.
Seit September 2017 gehört die Huffpost zu Oath, einem durch Verschmelzung der Marken AOL und Yahoo! entstandenen Unternehmen, das eine vollständige Tochtergesellschaft von Verizon ist.

### Huffpost Deutschland
Die deutsche Ausgabe der Huffpost wurde seit Ende 2011 von AOL geplant und nahm im April 2013 konkretere Formen an, als zusammen mit der Burda-Tochter Tomorrow Focus der deutschsprachige Ableger gegründet wurde. Am 10. Oktober 2013 startete die deutsche Ausgabe mit Sebastian Matthes als Chefredakteur und Cherno Jobatey als Herausgeber. Redaktionssitz wurde München. Zum 1. Januar 2018 wechselte Sebastian Matthes in die Handelsblatt-Chefredaktion. Die redaktionelle Leitung übernahmen die stellvertretenden Chefredakteure Benjamin Reuter und Kinga Rustler, der Chefredakteursposten blieb vakant.
Am 11. Januar 2019 wurde von Burda Forward die Einstellung der deutschen Ausgabe zum 31. März 2019 bekannt gegeben.
Nach eigenen Angaben hätte Burda Forward das Portal gerne weitergeführt, aber der anscheinend in wirtschaftlichen Schwierigkeiten steckende amerikanische Mutterkonzern der HuffPost wollte offenbar nicht mehr weiter in den deutschen Ableger investieren und machte von einem außerordentlichen Kündigungsrecht Gebrauch, wobei sie den Lizenzvertrag für die deutsche HuffPost vorzeitig kündigten.

## Editionen
- El Huffington Post (spanisch) für Spanien.
- Le Huffington Post (französisch) für Frankreich, in Zusammenarbeit mit Le Monde.
- The Huffington Post (griechisch) für Griechenland, in Zusammenarbeit mit 24 Media.
- L’Huffington Post (italienisch) für Italien, in Zusammenarbeit mit L’Espresso.
- The Huffington Post (japanisch) für Japan, in Zusammenarbeit mit Asahi Shimbun.
- The Huffington Post (koreanisch) für Südkorea.
- The Huffington Post (englisch) für das Vereinigte Königreich.
- The Huffington Post (englisch) für die Vereinigten Staaten.

## Rezeption
- Laut dem Marktforschungsunternehmen Comscore hatte Huffpost im Mai 2013 monatlich 77,2 Millionen Seitenbesucher weltweit, davon entfallen 47,8 Mio. Besucher auf die US-amerikanische Ausgabe.
- Die Tageszeitung spricht vom meistvernetzten politischen Blog des Internets[22]
- Spiegel Online nennt die Huffpost die wichtigste Informationsquelle für Millionen von US-Amerikanern und das einflussreichste Alternativmedium der USA.[23]
- Vom Time Magazine wird Arianna Huffington in der Liste der 100 einflussreichsten Personen geführt.[24]
- Jürn Kruse bezeichnete die politische Ausrichtung der Huffpost Deutschland in Der Tageszeitung als „wirtschaftsliberal“ und „konservativ“.[25]
- Stefan Niggemeier veröffentlichte im Oktober 2013 in der Frankfurter Allgemeinen Zeitung einen kritischen Artikel (ein Kernsatz lautet: „Journalisten hingegen sehen sich plötzlich damit konfrontiert, dass ihnen an jeder Stelle Aufmerksamkeit angeboten wird, aber immer häufiger die Möglichkeiten fehlen, sie in Euro umzutauschen“).[26]
- Der Huffington-Post-Blogger Thilo Specht veröffentlichte im Oktober 2013 einen Artikel, der kolportiert, die Huffpost sei kein klassisches Nachrichtenformat, sondern vielmehr eine Engagement-Plattform (Zitat: „Die Huffington Post ist ein Content Management System mit angeschlossener 15-köpfiger Redaktion und Community.“)[27]
- Cicero bezeichnete den deutschsprachigen Ableger der Huffpost als „neues Einfallstor für Lobbyismus“ in das Internet. Die Autorin des Artikels bezog sich hierbei auf die am ersten Tag des Angebots unter „Empfohlene Blog-Beiträge“ veröffentlichte „Lobeshymne auf den russischen Energieriesen“ Gazprom durch den Chef der Exportsparte desselben Unternehmens, Alexander Medwedew.[28]
- Der Deutsche Journalisten-Verband (DJV) kritisierte, dass Gastautoren der Huffpost Deutschland „nicht nur kostenlos arbeiten, sondern (fast) komplette Rechte übertragen und auch noch die Haftung übernehmen“.[29]
- Laut Spiegel Online zeichnete sich die deutschsprachige Startausgabe eher durch eine gewisse Nähe zu den Unionsparteien aus; die amerikanische Ausgabe sei dagegen als linksliberales Gegengewicht zu Medien wie „Fox News“ konzipiert.[30]

## Kolumnisten/Blogger
Für die Huffpost schreiben viele bekannte Kolumnisten (als Blogger bezeichnet), unter ihnen:
- Alec Baldwin
- Lawrence Bender
- Bruce Cohen
- Marc Cooper
- Richard Dawkins
- Alan Dershowitz
- Gary Hart
- Nicholas von Hoffman
- Robert Reich
- Yoani Sánchez
- Harry Shearer
- Cenk Uygur
- Bradley Whitford
- Jose Antonio Vargas

## Auszeichnungen
- 2006 gewann die Online-Zeitung ihren ersten Webby Award für den besten politischen Blog.[31]
- 2012 gewann die Huffpost den Pulitzer-Preis in der Kategorie „nationale Berichterstattung“ für eine Artikelserie ihres Militärkorrespondenten David Wood über verwundete US-amerikanische Kriegsveteranen.[32][33]